# 375 км (зупинний пункт)
375 кіломе́тр — пасажирський зупинний пункт (раніше — блокпост) Лиманської дирекції Донецької залізниці на неелектрифікованій лінії 340 км — Волноваха між станціями Зачатівська (10 км) та Розівка (8 км). Розташований в селищі Мирне Пологівського району Запорізької області.

## Історія
Відкритий 1931 року, як залізничний блокпост.
Впродовж 2016 року, в ході модернізації дільниці Комиш-Зоря — Волноваха, неподалік від зупинного пункту побудовано роз'їзд 376 км.

## Пасажирське сполучення
До російського вторгнення в Україну (з 2022) на зупинному пункті зупинялися приміські поїзди сполученням Волноваха — Комиш-Зоря.